# Aplidium rubripunctum
Aplidium rubripunctum är en sjöpungsart som beskrevs av Monniot 1997. Aplidium rubripunctum ingår i släktet Aplidium och familjen klumpsjöpungar. Inga underarter finns listade i Catalogue of Life.